# Hannie Termeulen

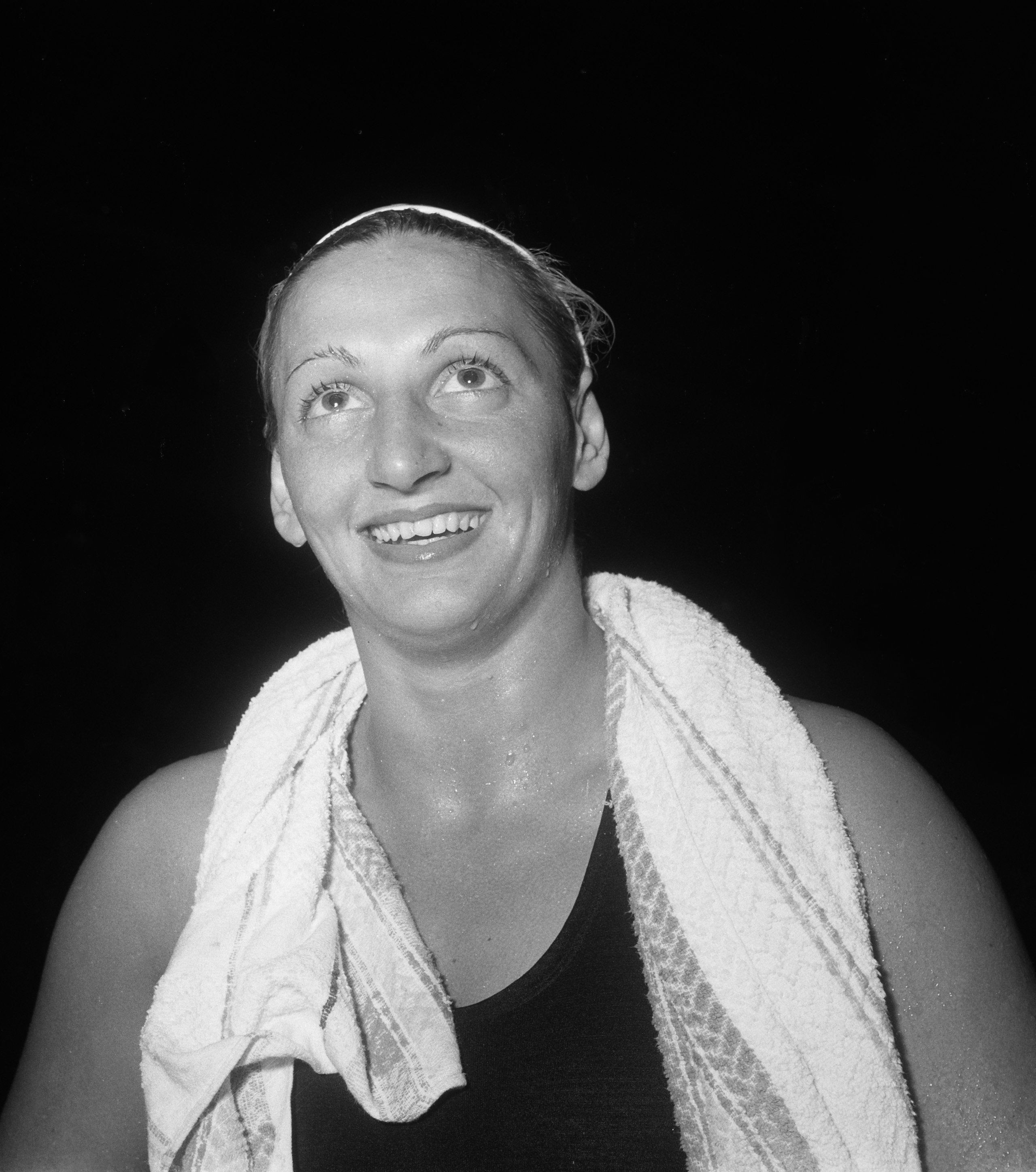
Hannie Vermeulen (1952)

Johanna „Hannie“ Maria Termeulen (* 18. Februar 1929 in Wiesbaden; † 1. März 2001 in Amsterdam) war eine niederländische Schwimmerin. Sie gewann zwei olympische Silbermedaillen und eine olympische Bronzemedaille. Bei Europameisterschaften erschwamm sie eine Goldmedaille und zwei Silbermedaillen.

## Karriere
Hannie Termeulen nahm 1947 in Monte Carlo an den ersten Europameisterschaften nach dem Zweiten Weltkrieg teil. Über 100 Meter Freistil erhielt sie die Silbermedaille hinter der Dänin Fritze Carstensen. Auch in der 4-mal-100-Meter-Freistilstaffel siegten die Däninnen, dahinter erkämpften Margot Marsman, Irma Schumacher, Marie-Louise Vaessen und Hannie Termeulen die Silbermedaille. Im Jahr darauf trat Termeulen bei den Olympischen Spielen in London ebenfalls zweimal an. Im 100-Meter-Freistilschwimmen schied sie als Vierte ihres Vorlaufs aus. Die niederländische Freistilstaffel mit Schumacher, Marsman, Vaessen und Termeulen gewann die Bronzemedaille hinter den Staffeln aus den Vereinigten Staaten und aus Dänemark.
1950 bei den Europameisterschaften in Wien siegte die Niederländische Freistilstaffel in der Besetzung Ann Masser, Termeulen, Vaessen und Schumacher. Über 100 Meter Freistil hatte Schumacher vor Vaessen gewonnen. Zwei Jahre später bei den Olympischen Spielen 1952 in Helsinki traten über 100 Meter Freistil Termeulen, Schumacher und Koosje van Voorn für die Niederlande an. Termeulen und Schumacher erreichten das Finale, das die Ungarin Katalin Szőke in 1:06,8 Minuten gewann. Dahinter erkämpfte Termeulen die Silbermedaille in 1:07,0 Minuten, Schumacher wurde in 1:07,3 Minuten Sechste. Die niederländische Freistilstaffel trat in der Besetzung Marie-Louise Linssen-Vaessen, Koosje van Voorn, Hannie Termeulen und Irma Schumacher an und belegte im Vorlauf den zweiten Platz hinter der Staffel aus den Vereinigten Staaten. Im Finale siegten die Ungarinnen in der Weltrekordzeit von 4:24,4 Minuten. Viereinhalb Sekunden dahinter erkämpften sich die Niederländerinnen die Silbermedaille mit einer Sekunde Vorsprung vor der Staffel aus den Vereinigten Staaten.
Hannie Termeulen schwamm für den Hollandse Dames Zwemclub in Amsterdam. 1946 in Amsterdam und 1947 in Arnhem schwamm sie jeweils einen Weltrekord mit der 3-mal-100-Meter-Lagenstaffel. Erst Ende der 1950er Jahre wurde das Schmetterlingsschwimmen als eigene Lage eingeführt und damit auch die seither übliche 4-mal-100-Meter-Lagenstaffel.